# Tomáš Rataj
Tomáš Rataj (ur. 21 marca 2003) – czeski piłkarz występujący na pozycji napastnika w czeskim klubie SFC Opava.

## Kariera klubowa

### SFC Opava
W 2010 roku dołączył do akademii SFC Opava. Zadebiutował 7 listopada 2020 w meczu Fortuna:Liga przeciwko FK Pardubice. Pierwszą bramkę zdobył 12 grudnia 2020 w meczu ligowym przeciwko FK Mladá Boleslav (2:2). W 2021 roku został na stałe przesunięty do pierwszego zespołu. 

### FK Bodø/Glimt
12 maja 2021 został wysłany na wypożyczenie do klubu FK Bodø/Glimt. Zadebiutował 1 sierpnia 2021 w meczu Pucharu Norwegii przeciwko IK Junkeren (1:3).

### SFC Opava
4 września 2021 powrócił do drużyny z wypożyczenia.

## Statystyki
(aktualne na dzień 7 września 2021)
| Klub                 | Sezon              | Liga               | Liga  | Liga   | Puchar kraju | Puchar kraju | Suma  | Suma   |
| Klub                 | Sezon              | Liga               | Mecze | Bramki | Mecze        | Bramki       | Mecze | Bramki |
| -------------------- | ------------------ | ------------------ | ----- | ------ | ------------ | ------------ | ----- | ------ |
| SFC Opava            | 2020/21            | Fortuna:Liga       | 17    | 1      | 1            | 0            | 18    | 1      |
| SFC Opava            | Ogólnie            | Ogólnie            | 17    | 1      | 1            | 0            | 18    | 1      |
| FK Bodø/Glimt (wyp.) | 2021               | Eliteserien        | 0     | 0      | 1            | 0            | 1     | 0      |
| FK Bodø/Glimt (wyp.) | Ogólnie            | Ogólnie            | 0     | 0      | 1            | 0            | 1     | 0      |
| SFC Opava            | 2021/22            | FNL                | 0     | 0      | 0            | 0            | 0     | 0      |
| SFC Opava            | Ogólnie            | Ogólnie            | 0     | 0      | 0            | 0            | 0     | 0      |
| Ogólnie w karierze   | Ogólnie w karierze | Ogólnie w karierze | 17    | 1      | 2            | 0            | 19    | 1      |